# You Lost Me
You Lost Me – piosenka popowa stworzona na szósty album studyjny amerykańskiej piosenkarki Christiny Aguilery pt. Bionic (2010). Wyprodukowany przez Samuela Dixona, utwór wydany został jako trzeci singel promujący krążek dnia 6 lipca 2010 roku. Odliczając poprzedni singel, „Woohoo”, opublikowany jedynie w postaci wydawnictwa promocyjnego, „You Lost Me” był drugim oficjalnym singlem z płyty.
Zarówno sam utwór, jak i zrealizowany do niego, minimalistyczny w swej formie teledysk, odniósł sukces artystyczny, komercyjnie „You Lost Me” zyskał jednak miano najmniej przebojowego singla w dotychczasowej karierze Aguilery. W Stanach Zjednoczonych z popularnością spotkały się remiksy singla, dzięki którym osiągnął on miejsce #1 notowania magazynu Billboard Hot Dance Club Songs, jednak sam utwór stał się pierwszym singlowym wydawnictwem Aguilery nienotowanym na liście Billboard Hot 100. Ponadto, mimo wysokich pozycji w notowaniach poszczególnych krajów Azji, „You Lost Me” nie zyskał znacznej sukcesywności w żadnym innym rejonie świata. W 2016 redaktorzy serwisu muzycznego popheart.pl okrzyknęli nagranie jako „wyprzedzające swoje czasy”.

## Informacje o utworze

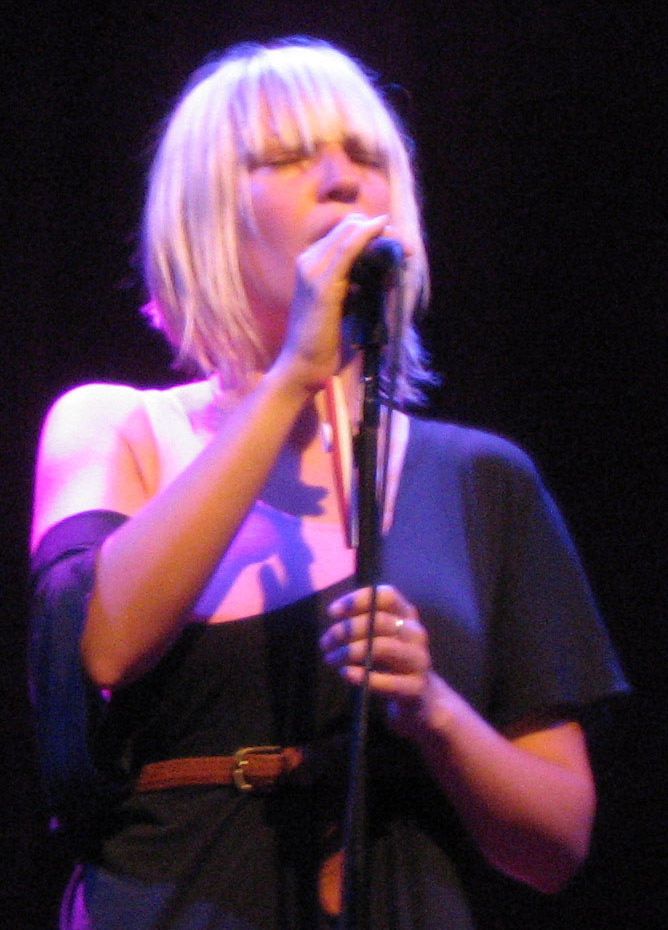
Sia Furler, współautorka utworu.

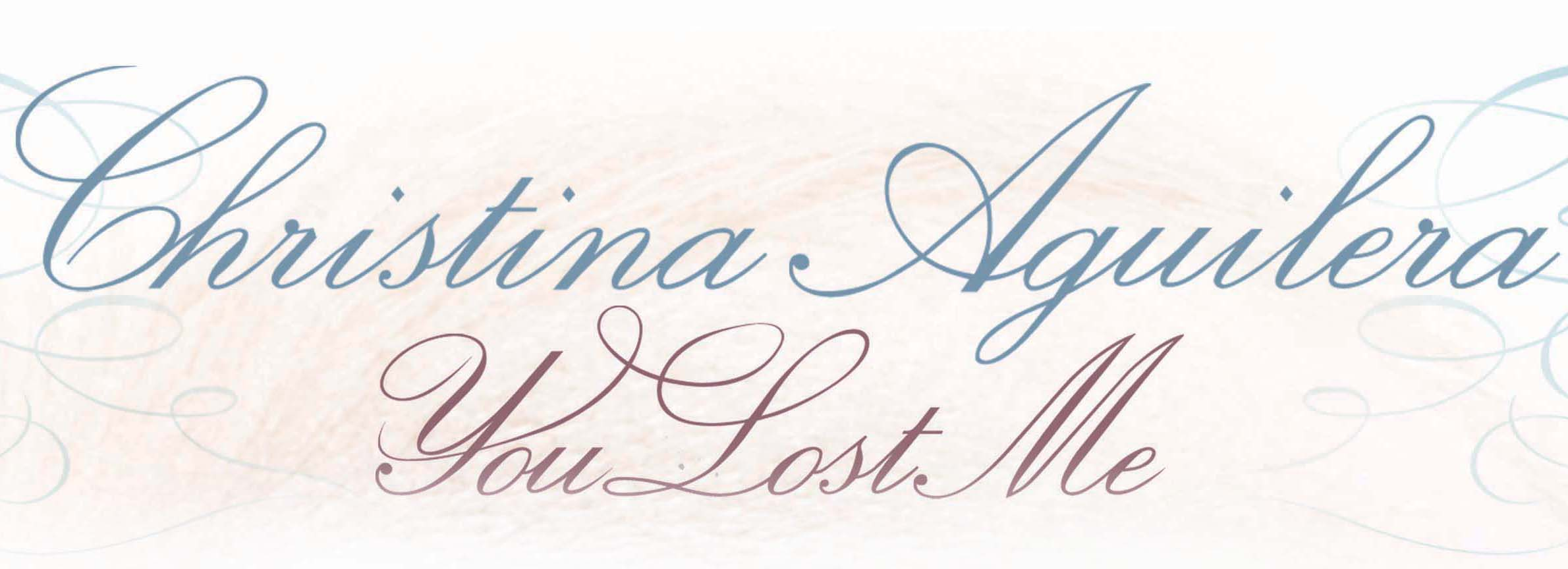
Logo tytułu singla.

„You Lost Me” to ballada skomponowana w tonacji a-moll, oparta na schemacie metrycznym i wolnych ruchach 50 uderzeń na minutę. W kompozycji tej, gatunkowo stanowiącej hybrydę soulu, popu oraz muzyki z rodzaju adult contemporary, głos Aguilery opiera się na oktawach, od Eb3 do E5. Artystka wielokrotnie używa w utworze figury melizmatu, w jednej z odśpiewywanych sylab zawierając do kilku dźwięków. Piosenka napisana została przez Christinę Aguilerę, Się Furler oraz Samuela Dixona, który to ostatecznie wyprodukował gotowy utwór. Furler, australijska wokalistka, została zaproszona do współpracy z Aguilerą przez jej management. Skomponowała w sumie cztery piosenki z płyty Bionic, a „You Lost Me” określane jest przez samą Aguilerę jako „serce” tego albumu. Amerykańska artystka wyznała, że jest fanką Furler. Aguilera wypowiedziała się na temat zawartości lirycznej ballady w następujący sposób:

Ona (Furler – przyp.) miała zacząć pisać zwrotki, a ja tworzyć refren. Słowa okazały się tak piękne, tak proste i surowe, ale bardzo realne i uderzające prosto w serce, że bezzwłocznie poczułam się z nimi związana.

Tekst utworu snuje historię zgubnego romansu. Podmiot liryczny (kobieta) przechodzi kryzys emocjonalny po utracie ukochanego. Piosenka, a szczególnie jej wersja radiowa, wyprodukowana przez Danję, posiada „subtelny, senny bit”, przez co została porównana do dokonań muzyka Phila Spectora oraz jego techniki produkcyjnej „Wall of Sound”, a także klasycznych ballad: „Unchained Melody” duetu The Righteous Brothers (1965) i „The Long and Winding Road” zespołu The Beatles (1970).

### Obecność w kulturze masowej
Amerykańska łyżwiarka figurowa Starr Andrews występowała przed publicznością do utworu „You Lost Me” w sezonie sportowym 2019/2020.

## Wydanie singla
22 czerwca 2010 roku Aguilera ogłosiła „You Lost Me” drugim singlem z albumu Bionic. 29 czerwca kompozycję wysłano do amerykańskich rozgłośni radiowych w specjalnie zremiksowanej wersji, a tydzień później, 6 lipca, wydano ją w formie digital download (fizyczna premiera singla). Wrześniem 2010 singel odnotował swoją premierę na rynku muzycznym Wielkiej Brytanii, o czym pierwotnie poinformowało MTV UK dnia 22 czerwca. Prócz nadmienionego remiksu airplayowego, powstało także parę innych remiksów utworu, których autorami są Hex Hector i Mac Quayle. Zostały one udostępnione w sprzedaży cyfrowej dnia 3 sierpnia 2010. Wersje remiksowe poddano modyfikacji – zmieniono tempo piosenki, a także dograno wokale Aguilery. Remiksy Hectora i Quayle’a ze szczególną aprobatą spotkały się wśród odbiorców LGBT w amerykańskich klubach gejowskich. Aguilera wyznała, że wybór „You Lost Me” – melancholijnej ballady – na trzeci singel z krążka Bionic, był intencjonalny, a wydawnictwo na celu miało stanowić przeciwwagę do poprzednich singli, energicznych „Not Myself Tonight” i „Woohoo”.
Jeszcze przed datą swojego oficjalnego wydania, „You Lost Me” pojawiło się na liście magazynu Billboard Bubbling Under Hot 100 Singles. W innym notowaniu Billboardu Hot Dance Club Songs utwór zajął pozycję #1 dnia 9 października 2010 roku. W okresie niespełna miesiąca od premiery, wraz z początkiem sierpnia 2010, singel objął pozycję w Top 10 listy przebojów prestiżowego izraelskiego wydawnictwa Galgalatz, plasując się na miejscu #5. Po dwóch tygodniach zdobył pozycję #2, a w tydzień potem osiadł na szczycie zestawienia. Także w oficjalnym notowaniu przebojów singlowych Izraela singel osiągnął miejsce #1. W Azji singel uplasował się na pozycjach w Top 20 w Indonezji (pozycja #1), Tajwanie (#8) oraz Zjednoczonych Emiratach Arabskich (#20). W Europie utwór „You Lost Me” notowany był w siedmiu krajach. W oficjalnym notowaniu Słowacji osiągnął pozycję siedemdziesiątą ósmą, na liście 40. przebojów singlowych Bułgarii – miejsce trzydzieste drugie, a na UK Singles Chart – odległe 153. miejsce. Były to wyniki mniej wydajne niż te, które zanotował poprzedni singel Aguilery „Not Myself Tonight” (#12 na Słowacji i w Wielkiej Brytanii, #3 w Bułgarii). Ponadto, utwór pojawił się na listach przebojów Belgii, Holandii, Litwy i Rumunii. W Holandii debiutował na miejscu dziewięćdziesiątym pierwszym we wrześniu 2010 roku, by następnie zniknąć z notowania i pojawić się na nim po dwóch latach, 27 października 2012, na miejscu siedemdziesiątym dziewiątym. Sprzedano ponad dwieście pięćdziesiąt tysięcy egzemplarzy singla dookoła świata. „You Lost Me” był jednym z przebojów dyskotekowych 2010 roku. Poza Stanami Zjednoczonymi, remiksy piosenki zyskały popularność na całym globie.

## Opinie
Pomimo swojego konfliktu z Christiną Aguilerą, wokalistka pop-rockowa Pink pochwaliła ją za realizację utworu „You Lost Me”. Na własnym profilu na portalu społecznościowym Twitter dnia 22 lipca 2010 roku oficjalnie napisała: „Właśnie wysłuchałam najnowszej piosenki Christiny Aguilery i muszę przyznać: cholera, ta dziewczyna potrafi śpiewać. Kocham ten utwór”. Serwis internetowy Top10HM umieścił piosenkę w rankingu dziesięciu najlepszych singli Aguilery. Portal neonlimelight.com wyraził jeszcze cieplejszą opinię na temat „You Lost Me”, uwzględniając utwór w zestawieniu singli roku 2010, które nie zyskały szacunku, uwagi radiofonii oraz sukcesów na listach przebojów, stając się najbardziej niedocenionymi wydawnictwami minionych dwunastu miesięcy.
Według redaktorów strony internetowej the-rockferry.pl, „You Lost Me” to jedna z pięciu najlepszych kompozycji nagranych przez Aguilerę w latach 1997–2010. W podobnym notowaniu uplasował balladę Jason Scott (popdust.com). W zestawieniu o nazwie „Piosenki Christiny Aguilery, których nie nigdy nie słyszałeś, a powinieneś” dziennikarka muzyczna Lexxie Ehrenkaufer (hypable.com) rekomendowała nagranie jako jeden z najbardziej wartościowych utworów w dyskografii artystki. Zdaniem Richarda Erica (witryna The Gospel Acording to Richad Eric), „You Lost Me” to jedna z najlepszych piosenek 2010 roku. W 2016 roku redaktorzy serwisu muzycznego popheart.pl uznali balladę za niedocenioną, „nieśmiertelną” i „wyprzedzającą swoje czasy”.
Magazyn Rolling Stone umieścił balladę w notowaniu najlepszych utworów lat 2010–2019.

### Recenzje
Utwór uzyskał pozytywne opinie profesjonalnych krytyków muzycznych. Amber James, współpracująca z portalem internetowym PopEater.com, napisała: „Ponurym utworem ‘You Lost Me’ Christina Aguilera podtrzymuje futuryzm swojego albumu Bionic oraz dostarcza słuchaczom szczerość i emocje czyniące z niej jednego z najlepszych twórców ballad muzycznych naszych czasów.” Według Elysy Gardner, recenzentki czasopisma USA Today, „You Lost Me” kontynuuje historię opowiedzianą przez wokalistkę w piosence „I Am”, zawartej na płycie Bionic tuż przed omawianą kompozycją: „W balladach ‘I Am’ i ‘You Lost Me’ artystka należycie oferuje swą duszę kochankowi, a następnie, po zdradzie ze strony mężczyzny, żąda jej zwrotu, brzmiąc tak surowo, jak otwarta rana.” W ramach omówienia szóstego albumu Aguilery dla dziennika The Northwest Herald, Mesfin Fekadu docenił utwór, uznając „tą emocjonalną balladę o kłamliwym kochanku” za „wyjątkową i doskonale podkreślającą potężny głos divy”. Jon Pareles (The New York Times) był pod wrażeniem emocjonalnego przesłania piosenki; napisał, że wykonawczyni „ledwo wstrzymuje w niej łzy”. Leah Greenblatt (Entertainment Weekly), recenzując najnowszy album Aguilery, określiła utwory „All I Need”, „I Am” i „You Lost Me” jako piękne. Opiniodawca współpracujący z serwisem ukmix.org pisał o „You Lost Me” jako o „najsilniejszej balladzie na albumie Bionic, muzycznym wyciskaczu łez”.
Według Roberta Copseya (Digital Spy) w balladzie „You Lost Me” Aguilera „śpiewa i lamentuje, jak diva z prawdziwego zdarzenia, jednak jej wykonaniu brakuje szczerości, którą eksponowała ona w piosenkach 'Hurt' czy 'Oh Mother'”. Autor strony internetowej musicaddiction2.com był pod wrażeniem utworu i wymienił go wśród najlepszych nagranych na album Bionic: „Ostatnią balladą zamieszczoną na płycie jest ‘You Lost Me’; jest to również najładniejsza z ballad. Melodia jest bardzo pięknie zbudowana, wokale Aguilery pokazują nam, jak wielką jest ona artystką. Ten teatralny hymn w zupełności zasłużył, by zostać wydanym jako drugi singel promujący Bionic. ‘You Lost Me’ jest tak szczerą kompozycją, że pobudza słuchaczy do płaczu, ilekroć Christina wyśpiewuje najwyższe rejestry”. Wielu krytyków, jak i fanów, uznało, że „You Lost Me” powinno zostać wydane jako pierwszy singel z krążka Bionic, w zastępstwie za „Not Myself Tonight”, które okazało się umiarkowanym przebojem. Inne opinie mówiły o nierozsądnym doborze balladycznego „You Lost Me” jako singla publikowanego w okresie wakacyjnym.

## Teledysk
Wideoklip do utworu, nakręcony pod koniec czerwca 2010, wyreżyserował Anthony Mandler, znany ze współpracy z Rihanną, Nelly Furtado czy Beyoncé Reżyser odpowiedzialny był także za napisanie scenariusza teledysku. Oficjalna premiera klipu odbyła się dnia 22 lipca 2010 roku w serwisie o tematyce muzycznej Vevo.com, dwa dni później wyemitowała go uroczyście stacja VH1 w ramach swojego programu Top 20 Countdown.
Nieposiadający konkretnej fabuły teledysk prezentuje Christinę Aguilerę w kasztanowych włosach. Na jego koncepcję składa się szereg powiązanych ze sobą winiet. Klip ukazuje wokalistkę będącą w stanie załamania emocjonalnego, spowodowanego faktem zakończonego romansu. W jednej ze scen bohaterka kreowana przez Aguilerę odpycha od siebie byłego kochanka, który próbuje się do niej zbliżyć. Omawiając rekwizyty użyte w wideoklipie, Aguilera powiedziała: „Masz rozdarty (...) materac, popalone poduszki... W refrenie, w momencie, w którym odśpiewuję wers 'Zdaje się, że nasz świat jest zainfekowany’, to jest dokładnie to, co chcieliśmy urzeczywistnić w wizji utworu.” Artystka dodała także: „(W klipie – przyp.) jestem dosłownie rozdarta. Kiedy ściągam z siebie koszulę, następuje moment, w którym mówię 'Przejmuję kontrolę nad sytuacją’ (...)”. Na planie klipu wykorzystano blisko dziewięćdziesiąt kilogramów węgla drzewnego (jednego z rekwizytów).
Anthony Mandler, jeszcze przed wszczęciem pracy nad teledyskiem, wyznał, że „ubóstwia utwór 'You Lost Me'”. Pod wrażeniem wideoklipu po jego premierze był wokalista Adam Lambert, który za pośrednictwem swojego profilu na portalu społecznościowym Twitter wyznał: „Nowy klip Christiny Aguilery ‘You Lost Me’ jest wprost oszałamiający”. W połowie sierpnia 2010 klip zajął pozycję #2 w zestawieniu najpopularniejszych teledysków stacji telewizyjnej MTV Argentina. Teledysk cieszył się dużym zainteresowaniem w serwisie YouTube, gdzie do stycznia 2011 odtworzony został ponad siedem milionów razy. W lutym 2020 roku ilość odtworzeń wynosiła osiemdziesiąt sześć milionów.
W dniach 11–12 maja 2020 roku, prawie dziesięć lat po premierze, wideoklip ponowił swój sukces w serwisach internetowych. Uplasował się w pierwszej piątce kilku list przebojów iTunes Store dookoła świata, zajmując między innymi miejsca: 1. w Stanach Zjednoczonych, Wielkiej Brytanii, Brazylii, Francji i na Filipinach, 4. w Hiszpanii.

### Recenzje
Podobnie jak w przypadku singla, odbiór teledysku przez dziennikarzy muzycznych był korzystny. Monica Herrera, kolumnistka pracująca dla magazynu Billboard, uznała, że wideoklip stanowi powrót Aguilery do swojej „formy”. Tej opinii wtórował Bill Lamb z serwisu internetowego About.com, który napisał: „Klip w reżyserii Anthony’ego Mandlera, najbardziej znanego z przebojowej współpracy z Rihanną, wygląda i brzmi niczym pełne siły odrodzenie się kondycji Christiny Aguilery”. Lamb dodał: „Obejrzyjcie teledysk i podziwiajcie, po raz kolejny, jeden z najlepszych głosów w muzyce pop”. Nicole Eggenberger, dziennikarka brytyjskiego czasopisma OK!, przyjęła klip z entuzjazmem. „Zdecydowanie nie straciliśmy cię, Christino Aguilero; wreszcie dostaliśmy cię z powrotem” – napisała w swym omówieniu. Również Robbie Daw (Idolator) pozytywnie zrecenzował wideoklip do utworu „You Lost Me”, chwaląc zwłaszcza rezultat pracy reżyserskiej Mandlera: „Nie mogliśmy doczekać się tego teledysku odkąd Christina wystąpiła z balladą podczas finału American Idol. Anthony Mandler, prawdziwy as, zaserwował nam świetny klip, okrywając go prostą i ocienioną nastrojowością”. Portal theprophetblog.net wydał teledyskowi ciepłą recenzję, pisząc: „Mandler wykonał niesamowitą robotę, zabierając widzów do serca ‘You Lost Me’, a także tworząc wokół Christiny żyjący i oddychający świat, który ewoluuje i przekształca się, by dopasować emocje piosenkarki do jej śpiewu o niewiernym kochanku (...)”.

## Promocja
Utwór został po raz pierwszy wykonany przez Aguilerę w trakcie finałowego odcinka dziewiątego sezonu talent show American Idol, po tym, jak piątka żeńskich uczestniczek programu odśpiewała dwa przeboje wokalistki – „Beautiful” i „Fighter”. 11 czerwca 2010 roku podczas trwania programu telewizji CBS The Early Show artystka zaprezentowała w sumie pięć swoich utworów, w tym między innymi „You Lost Me” oraz „Not Myself Tonight”. Kompozycja promowana była przez Aguilerę również na łamach innych audycji telewizyjnych: Late Show with David Letterman CBS-u, The Today Show stacji NBC oraz VH1 Storytellers. Koncert w ostatnim z programów został określony przez redaktorów strony divadevotee.com jako jeden z najlepszych występów w karierze artystki. We wrześniu 2010 piosenkę wykorzystano w odcinku serialu komediowego Ekipa pt. Louse Yourself; gościnnie wystąpiła w nim sama Aguilera. 31 października 2010 wokalistka dała halloweenowy występ w San Diego. Zaśpiewała dziesięć utworów, między innymi „You Lost Me”, cover „At Last” z repertuaru Etty James oraz przebój „Ain’t No Other Man”. Aguilera miała wykonać piosenkę w trakcie finału siódmej edycji brytyjskiego talent show The X-Factor w grudniu 2010, zamiast „You Lost Me” wystąpiła jednak z singlowym utworem „Express”, którym promowała w tym okresie muzyczny film ze swoim udziałem, Burleskę (Burlesque, 2010).

## Nagrody i wyróżnienia
| Rok  | Ceremonia           | Nagroda                                        | Rezultat  |
| ---- | ------------------- | ---------------------------------------------- | --------- |
| 2010 | You Choice Awards   | najlepszy teledysk pop                         | Nominacja |
| 2010 | You Choice Awards   | najlepsza ballada/piosenka o tematyce miłosnej | Wygrana   |
| 2011 | FzZzC Awards        | najlepszy utwór pop                            | Wygrana   |
| 2011 | BM Awards – BAMBI’S | najlepszy wokalny utwór pop                    | Wygrana   |

## Listy utworów i formaty singla
Amerykański digital download
1. „You Lost Me” (Radio Remix) – 4:19

Amerykańskie promo CD złożone z remiksów
1. „You Lost Me” (Hex Hector/Mac Quayle Radio Edit) – 3:37
2. „You Lost Me” (Hex Hector/Mac Quayle Club Remix) – 6:53
3. „You Lost Me” (Hex Hector/Mac Quayle Dub Remix) – 6:57
4. „You Lost Me” (Hex Hector/Mac Quayle Radio Edit Instrumental)

Niemiecki singel CD
1. „You Lost Me” (Radio Remix) – 4:19
2. „You Lost Me” (Hex Hector/Mac Quayle Remix Radio Edit)

Niemiecki digital download
1. „You Lost Me” (Radio Remix) – 4:19
2. „You Lost Me” (Hex Hector/Mac Quayle Radio Edit) – 3:37
3. „Not Myself Tonight” (Laidback Luke Radio Edit) – 3:39

## Twórcy
- Główne wokale: Christina Aguilera
- Producent: Samuel Dixon
- Autor: Christina Aguilera, Sia Furler, Samuel Dixon
- Producent wokalu: Sia Furler
- Nagrywanie: Samuel Dixon, Jimmy Hogarth, Cameron Craig
- Nagrywanie wokalu: Oscar Ramirez

## Pozycje na listach przebojów
| Kraj/region                  | Notowanie (2010−2012)                | Wydawca          | Najwyższa pozycja |
| ---------------------------- | ------------------------------------ | ---------------- | ----------------- |
| Antyle Holenderskie          | Official Singles Chart               | IFPI             | 10                |
| Argentyna                    | Top 100 Singles                      | IFPI             | 85                |
| Australia                    | Top 100 Singles                      | ARIA Charts      | 186               |
| Belgia (Flandria)            | Ultratip 30                          | Ultratop         | 19                |
| Brazylia                     | Dance/Club Chart                     | Billboard Brasil | 1                 |
| Brazylia                     | Top 100 Singles                      | Billboard Brasil | 99                |
| Bułgaria                     | Top 40 Singles                       | IFPI             | 32                |
| Holandia                     | Mega Single Top 100                  | MegaCharts       | 79                |
| Indonezja                    | Official Singles Chart               | LIMA             | 1                 |
| Indonezja                    | Top 50 Singles                       | Creative Disc    | 3                 |
| Izrael                       | Official International Airplay Chart | IFPI             | 10                |
| Izrael                       | Official Singles Chart               | IFPI             | 1                 |
| Izrael                       | Top 31 Singles                       | Galgalatz        | 1                 |
| Korea Południowa             | Top 100 Digital Songs                | Gaon Chart       | 43                |
| Kostaryka                    | Top 40 Singles                       | IFPI             | 23                |
| Litwa                        | Official Singles Chart               | IFPI             | 28                |
| Polinezja Francuska          | Official Singles Chart               | IFPI             | 18                |
| Rumunia                      | Top 100 Singles                      | Music & Media    | 81                |
| Salwador                     | Official Singles Chart               | IFPI             | 37                |
| Słowacja                     | Top 100 Singles                      | IFPI             | 78                |
| Stany Zjednoczone            | Adult Pop Songs                      | Billboard        | 39                |
| Stany Zjednoczone            | Billboard Bubbling Under Hot 100     | Billboard        | 15                |
| Stany Zjednoczone            | CHR Chart                            | Mediabase        | 75                |
| Stany Zjednoczone            | Hot Adult Contemporary Recurrents    | Billboard        | 28                |
| Stany Zjednoczone            | Hot Dance Club Songs                 | Billboard        | 1                 |
| Świat                        | Global Dance Tracks                  | Billboard        | 25                |
| Świat                        | World Dance Top 30 Singles           | T4C              | 19                |
| Tajwan                       | Top 50 Singles                       | RIT              | 8                 |
| Wielka Brytania              | UK Singles Chart                     | OCC              | 153               |
| Zjednoczone Emiraty Arabskie | Official Singles Chart               | IFPI             | 20                |

Notowania telewizyjne/internetowe
| Kraj              | Notowania (2010−2020) | Wydawca       | Najwyższa pozycja | Data osiągnięcia pozycji szczytowej |
| ----------------- | --------------------- | ------------- | ----------------- | ----------------------------------- |
| Argentyna         | Music Videos Chart    | MTV Argentina | 2                 | 2010−08−??                          |
| Brazylia          | Top 100 Music Videos  | iTunes Store  | 1                 | 2020−05−12                          |
| Filipiny          | Top 100 Music Videos  | iTunes Store  | 1                 | 2020−05−11                          |
| Francja           | Top 100 Music Videos  | iTunes Store  | 1                 | 2020−05−12                          |
| Hiszpania         | Top 100 Music Videos  | iTunes Store  | 4                 | 2020−05−11                          |
| Indonezja         | Top 100 Music Videos  | iTunes Store  | 1                 | 2020−05−12                          |
| Rumunia           | Top 100 Music Videos  | iTunes Store  | 1                 | 2020−05−11                          |
| Stany Zjednoczone | Top 100 Music Videos  | iTunes Store  | 1                 | 2020−05−11                          |
| Wielka Brytania   | Top 100 Music Videos  | iTunes Store  | 1                 | 2020−05−12                          |

### Listy końcoworoczne
| Kraj      | Notowanie (2010) | Wydawca       | Pozycja |
| --------- | ---------------- | ------------- | ------- |
| Indonezja | Top 50 Singles   | Creative Disc | 94      |
| Izrael    | Top 31 Singles   | Galgalatz     | 23      |

## Sprzedaż i certyfikaty
Streaming
| Kraj            | Wydawca | Sprzedaż                           |
| --------------- | ------- | ---------------------------------- |
| Wielka Brytania | BPI     | 1,900,000+ (stan na czerwiec 2020) |

## Historia wydania
| Region            | Data                 | Format                                      | Wytwórnia                |
| ----------------- | -------------------- | ------------------------------------------- | ------------------------ |
| Stany Zjednoczone | 29 czerwca 2010      | airplay                                     | RCA Records              |
| Polska            | 5 lipca 2010         | airplay                                     | Sony Music Entertainment |
| Stany Zjednoczone | 6 lipca 2010         | digital download                            | RCA Records              |
| Stany Zjednoczone | 3 sierpnia 2010      | digital download (promo złożone z remiksów) | RCA Records              |
| Niemcy            | 20 sierpnia 2010     | digital download                            | Sony Music Entertainment |
| Niemcy            | 3 września 2010      | singel CD                                   | Sony Music Entertainment |
| Stany Zjednoczone | 7 września 2010      | singel CD                                   | RCA Records              |
| Wielka Brytania   | 20 września 2010     | airplay                                     | RCA Records              |
| Tajwan            | 24 września 2010     | singel CD                                   | Sony Music Entertainment |
| Wielka Brytania   | 18 października 2010 | singel CD                                   | RCA Records              |

## Informacje dodatkowe
- Oficjalny cover utworu nagrała Kasia Popowska, uczestniczka drugiej edycji programu telewizyjnego Mam talent![98]. Kolejny cover, w 2014 roku, nagrała maltańska wokalistka Veronica Rotin[99].
- Piosenka znalazła się na trackliście box setu Just Great Songs 2012, wydanego nakładem Sony CMG.